# Флаг сельского поселения Венцы-Заря
Флаг муниципального образования сельское поселение Венцы-Заря Гулькевичского района Краснодарского края Российской Федерации — опознавательно-правовой знак, служащий официальным символом муниципального образования.
Флаг утверждён 28 октября 2011 года решением Совета сельского поселения Венцы-Заря № 3 и внесён в Государственный геральдический регистр Российской Федерации с присвоением регистрационного номера 7321.

## Описание
«Прямоугольное полотнище с отношением ширины к длине 2:3, состоящее из трёх вертикальных полос (жёлтой-зелёной-жёлтой), в соотношении — 1:3:1, воспроизводящее в зелёной части элементы герба сельского поселения Венцы-Заря Гулькевичского района, выполненные в жёлтом цвете».
Геральдическое описание герба гласит: «В зелёном поле между узкими краями вверху — девятилучевая звезда в кольце, пламенеющем снаружи, внизу — дубовая ветвь о трёх листьях и двух желудях между двумя пшеничными колосьями, дугообразно соединёнными внизу общим стеблем; все фигуры золотые».

## Обоснование символики
Флаг языком символов и аллегорий отражает исторические, культурные и экономические особенности сельского поселения.
Изображение девятилучевой звезды в пламенеющем кольце (в венце) является гласным (говорящим о наименовании поселения) элементом флага — Венцы-Заря.
Девятилучевая звезда символизирует силу, энергию, также это и символ Святого духа. Венец подчёркивает особенность звезды, говорит о её значимости, заслугах.
Жёлтые края полотнища аллегорически указывают на хлебные поля, а также карьеры, в которых производится добыча и переработка песчано-гравийной смеси и песка для строительных работ.
Ветка дуба указывает на лесные массивы в поселении и символизирует крепость, надёжность, достоинство, а жёлуди символизируют надежду на молодое подрастающее поколение, которому в поселении уделяется особое внимание.
Изображение двух пшеничных колосков символизирует сельскохозяйственную направленность в развитии поселения, связанную с выращиванием зерновых культур.
Жёлтый цвет полотнища символизирует величие, богатство и процветание, прочность, а также просвещение и мудрость.
Зелёный цвет полотнища символизирует природу и сельское хозяйство поселения, плодородие, жизнь, здоровье, надежду, радость, изобилие, возрождение, а также аллегорически указывает на растениеводство, пастбища и зелёные лесные массивы коими богаты земли поселения.